# Frédéric Blanc
Frédéric Blanc (* 1967 in Bordeaux) ist ein französischer Komponist, Organist und Improvisator.

## Leben
Frederic Blanc wurde 1967 in Bordeaux geboren. Er studierte zunächst ein Jahr Rechtswissenschaften, anschließend Orgel an den Konservatorien von Toulouse und Bordeaux unter anderem bei André Fleury, Marie-Claire Alain, Pierre Cogen und ab 1991 bei Marie-Madeleine Duruflé. Er gilt als letzter Schüler Duruflés, übernahm zahlreiche ihrer Manuskripte und wohnt heute in ihrer ehemaligen Wohnung.
Er ist Preisträger zahlreicher Wettbewerbe, darunter des Grand Prix de Chartres (1996) und des internationalen Orgelwettbewerbs Concours internationaux der Stadt Paris (1997).
1987 bis 1995 war er als Assistenzorganist an der Orgel der Basilika Saint-Sernin in Toulouse und von 1993 bis 1999 als Dozent für Orgel am Conservatoire von Bordeaux-Mérignac tätig. Seit 1999 ist Blanc Titularorganist der Pfarrkirche Notre-Dame d’Auteuil in Paris. Im August 2003 war er Dozent der Internationalen Altenberger Orgelakademie für Improvisation. Außerdem ist er Mitglied der Orgelkommission der Stadt Paris und Mitglied der Kommission für nicht denkmalgeschützte Orgeln in der Abteilung Musik des französischen Ministeriums für Kultur.
Frederic Blanc leitet Meisterkurse für Orgel z. B. an der Royal Academy of Music in London und vermehrt auch an US-amerikanischen Universitäten, wie Valparaiso University (Indiana), Stanford University (California), Hope College (Holland, Michigan), Northwestern University (Evanston, Illinois), Southern Methodist University (Dallas), the Curtis Institute of Music (Philadelphia), University of Michigan Ann Arbor and Arizona State University (Phoenix).

## Preise
- 1997: „Grand Prix d’improvisation“ beim internationalen Orgelwettbewerb Concours internationaux der Stadt Paris
- 1996: „Second Prix“ beim Grand Prix de Chartres
- 1996: „Publikumspreis“ beim Orgelwettbewerb der Internationalen Orgelwoche Nürnberg
- 1994: Preisträger beim Orgelwettbewerb (AGO) Dallas
- 1989: Finalist beim Orgelwettbewerb von Straßburg

## Veröffentlichungen
- Frédéric Blanc, François Sabatier (Hrsg.): André Fleury (1903–1995). In: L’Orgue: Cahiers et memoirs No. 55. Association des Amis de l’Orgue, Paris 1996.
- Maurice Duruflé – Mémoires et écrits 1936–1986. Editions Seguier, Biarritz 2005, ISBN 2-84049-411-6.
- Berceuse à la mémoire de Louis Vierne.  Rekonstruktion von Improvisationen von Pierre Cochereau. Éditions Chantraine/Musikverlag Dr. J. Butz, 1997.

## Diskographie
- Messe improvisée – 7 méditations sur le livre de la Genèse. Motette 11451.
- Livre d’orgue improvisé. Motette 11831.
- Live Improvisations. 1999, Aeolus AE-10091, CD (Orgeln der Kathedrale von Chartres, Münsterbasilika Bonn, Kathedrale von Angoulème, Saint Sernin Toulouse).
- Hommage à André Fleury Vol. 2. 2002, Aeolus AE-10151, CD (Orgel der Kirche Notre-Dame d’Auteuil).
- Improvisations pour le temps pascal. 2003, Disque Baroque Notes 2003, CD (Aeolian-Skinner-Orgel der Perkins Chapel der Universität SMU von Dallas).